# Ричи Мако
Ричи Мако (IPA: , /0.50/, енгл. Richie McCaw; 31. децембар 1980) новозеландски је рагбиста и, по мишљењу стручњака, најбољи играч свих времена.

## Биографија
Ричард Хју Мако је рођен 31. децембра 1980. у месту Оамару (регија Северни Отаго). Целу играчку каријеру провео је у Крајстчерчу, играјући за Крусејдерсе у Супер рагби лиги и за Кантербери у ИТМ купу. Мако је врло користан играч, пробија у нападу, краде лопте, добро обара, чисти ракове. За национални тим је дебитовао 2001. у пријатељској утакмици против Ирске. Мако је рекордер по броју одиграних мечева за репрезентацију, одиграо је 142 утакмице за „Ол Блексе“ — рагби репрезентацију Новог Зеланда. Мако је три пута проглашен за најбољег играча на свету (2006, 2009. и 2010) Освојио је 10 шампионата јужне хемисфере са Новим Зеландом (куп три нације, па куп четири нације), круна каријере је била 2011. када је као капитен предводио Нови Зеланд до титуле шампиона света. Освојио је са Крусејдерсима четири титуле Супер рагби лиге. Мако је са Кантерберијем освојио и шест титула шампиона Новог Зеланда.